# Rocade 1 de Rabat-Salé
La rocade 1 de Rabat-Salé, est une voie-express de 19 km contournant les villes de Rabat et Salé et évitant ainsi aux véhicules, la traversée par le centre-ville. Cette rocade de 2x2 voies est gratuite pour tous les types de véhicules. Elle a été inaugurée en 1995, à l'occasion de l'entrée en service de l'autoroute Salé – Kénitra.
Elle a subi entre 2017 et 2019 divers aménagements notamment la construction de 5 trémies au niveau de Hay Riad et le passage 3x voies sur la totalité du parcours.

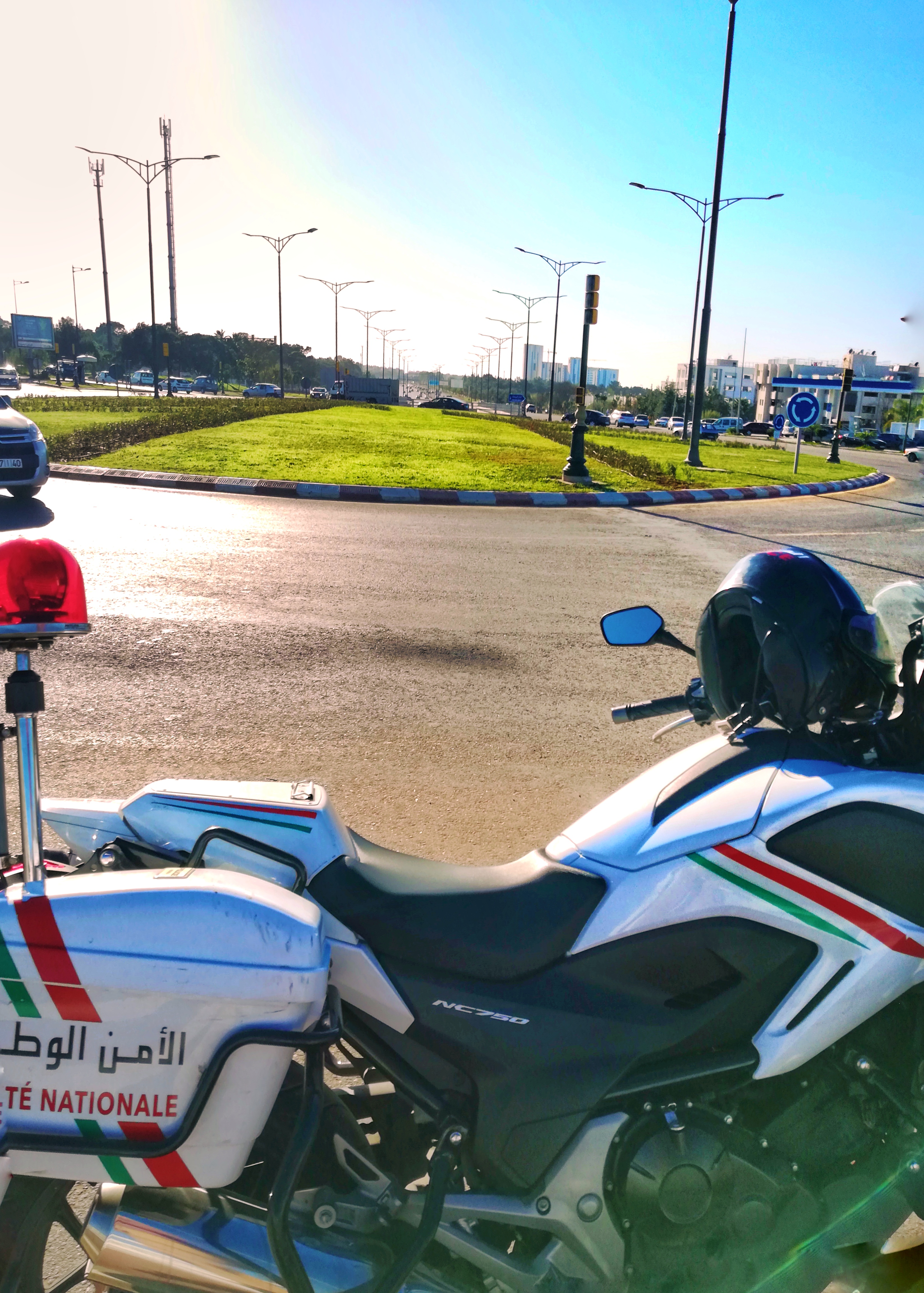

## Ouvrages d'art
- Trémie Annahda
- Trémie Almilia / Diyaa Arrahmane
- Trémie Annakhil
- Trémie Mehdi Ben Barka
- Trémie Guich Loudaya
- Trémie Oulad Mtaâ

## Sorties (direction nord)
- Oulad Mtaâ / Témara
- Guich Loudaya
- Av. Mehdi Ben Barka / Hay Ryad
- Av. Annakhil / Hay Ryad
- Centre commercial Marjane / Hay Ryad
- Av. Almilia / Av. Diyaa Arrahmane / Jnane Souissi
- Av. Mohammed VI / Souissi
- Av. Oued Akrach / Annahda
- Échangeur entre  Rocade 1 et  Route de Arkach
- Route Ain Houalla / Salé
- Technopolis
- Échangeur entre  Rocade 1 et  A5 (Sortie : Technopolis-Sud )
- Sala El Jadida

## Article internes
- Rocade 2 de Rabat-Salé
- Liste des voies rapides du Maroc
- Liste des autoroutes du Maroc